# Enrico Martino
Pour les articles homonymes, voir Martino.
Enrico Martino (né à Turin) est un photojournaliste italien.

## Biographie
Journaliste depuis 1971, il a suivi la guerre du Kippour et la première guerre du Golfe, les élections américaines de 1972 (Watergate), la famine dans le Sahel (1984), l'effondrement du communisme en Allemagne de l'Est, la Hongrie et la Roumanie. Il a également été le premier photographe italien à réaliser un reportage dans les camps d'entraînement de Marines des États-Unis.
À partir du 1985, il s'est spécialisé dans les reportages géographiques et de voyage, surtout du point de vue des aspects sociaux et culturels. Dans les dernières années, ses reportages se sont focalisés particulièrement sur l'Amérique latine, surtout sur le Mexique. En 2001, il a collaboré avec la Caritas de la Ciudad de Mexico pour un projet de communication visuelle sur les problèmes de immigrés indiens dans les villes et les quartiers les plus pauvres. Au fil des ans, il a collaboré comme photojournaliste avec des nombreuses revues italiennes et européennes, Epoca, l'Espresso, Panorama, L'Europeo, Sette, Airone, D di Républica, Elle, Marie Claire, Merian, Spiegel, Die Zeit, Geo, Jeune Afrique, Rutas del Mundo. Il a été coauteur de plus de 40 monographies de la revue Meridiani.
Il a publié des livres en Italie et en France et a été protagoniste d'expositions personnelles à Turin, Milan, Rome, Palerme, Padoue, à Mexico, Acapulco, Buenos Aires, Berlin et Chicago.
Ses photographies sont conservées au British Museum de Londres et le Haut Commissariat des Nations Unies pour les réfugiés (HCR) à Genève.

## Livres
- Liguria (A. Mondadori, Milan, 1984)
- L'anima degli indios (EGA Editore, Turin, 1992)
- Gente chiamata Torino (EGA Editore, Turin, 1996)
- Messico (Idealibri, Milan, 1996)
- Borgogna di pietra (Idealibri, Milan, 1998)
- Italie (Coauteur, Vilo, Paris, 2003)

## Expositions
- Reporter 70 (Turin, 1979)
- Les 35 jours (Turin, 1980)
- Tourisme et villes d'art (Milan, 1981)
- Chiapas (Palerme, Messine, Catane, Padoue, 1992)
- Baja California (Ciudad de Mexico, Querétaro, Acapulco, Buenos Aires, Berlin, Milan, Rome, 1994-1995)
- Gens de Turin (Turin, 1997)
- Migrantes, migration indienne dans la ville de Mexico (Chicago 1999, Bologne 2006)

## Prix
- 2 Lentes de Plata e 3 Plumas de Plata, le plus important prix conféré par le Président de la République du Mexique, pour des livres et reportages de voyage et culturels sur le Mexique.

## Sources
- (en) Cet article est partiellement ou en totalité issu de l’article de Wikipédia en anglais intitulé « Enrico Martino » (voir la liste des auteurs).